# اللواء 315 مدرع (اليمن)
اللواء 315 مدرع هو لواء مدرع يمني يتبع القوات البرية اليمنية يتمركز في مديرية ثمود بمحافظة حضرموت، ويتبع عمليات المنطقة العسكرية الأولى.

## تاريخ

### الحرب الأهلية اليمنية 2015
في أبريل 2015 أعلن العميد الركن أحمد علي هادي قائد اللواء 315 مدرع تأييده لشرعية الرئيس عبد ربه منصور هادي.

## القادة
| م | القائد | بداية | نهاية | المدة |
| - | ------ | ----- | ----- | ----- |
| 1 |        |       |       |       |
| 2 |        |       |       |       |